# Otto Zöllner Schorr
Otto Zöllner Schorr (* 21. November 1909 in Hanau; † 1. Dezember 2007 in Quilpué, Chile) war ein deutscher Lehrer, Botaniker sowie Universitätsprofessor in Chile. Sein offizielles botanisches Autorenkürzel lautet „Zoellner“, es ist aber auch die Abkürzung „Zoelln.“ in Gebrauch.

## Leben und Wirken
Nach dem Studium der Biologie und Geographie an der Universität Leipzig ging Zöllner 1933 nach Chile, wo er an der Deutschen Schule in Quilpué Lehrer und von 1946 bis 1962 deren Direktor war. Er war Professor an der Universidad Catolica de Valparaiso.

## Ehrungen
Nach Zöllner sind die Pflanzengattungen Zoellnerallium (Poepp.) Crosa (Syn. Nothoscordum) aus der Familie der Lauchgewächse benannt worden. Auch die Arten Senecio zoellnerii Mart. et Quez. aus der Familie der Korbblütler (Asteraceae), Alstroemeria zoellneri Bayer aus der Familie der Inkaliliengewächse (Alstroemeriaceae), Adesmia zoellneri Ulibarri aus der Familie der Hülsenfrüchtler (Fabaceae), Baccharis zoellneri F.H.Hellw. aus Familie der Korbblütler (Asteraceae), Polypsecadium zoellneri Al-Shehbaz aus der Familie der Kreuzblütler (Brassicaceae) und Chenopodium zoellnerii Aellen aus der Familie der Fuchsschwanzgewächse (Amaranthaceae) sind ihm zu Ehren benannt worden.

## Werke
- 1973. Chrysocoryne, género nuevo de Amaryllidáceas de Chile. In: Anales del Museo de Historia Natural de Valparaiso Band 6, Seite 1726
- 1975. Una Ephedra nueva para la flora chilena. Ephedra trifurcata Zoellner. In: Anales del Museo de Historia Natural de Valparaiso Band 8, Seite 81–84.
- 1987. El género Fabiana en Chile. In: Mitt. Bot. Staatssamml. München 23, 291-319, 1987.
- O.Zoellner & C. San Martin 1986: El género Senna (K.Bauhin) P.Mill. (fam. Caesalpiniaceae) en Chile. In: Anales del Museo de Historia Natural de Valparaiso Band 16 Seite 15-53.